# Митоку Балан (Њамц)
Митоку Балан (рум. Mitocu Bălan) насеље је у Румунији у округу Њамц у општини Кракаоани. Oпштина се налази на надморској висини од 670 m.

## Становништво
Према подацима из 2002. године у насељу је живело 349 становника, од којих су сви румунске националности.